# シミュレーテッド・リアリティ
シミュレーテッド・リアリティ（英: Simulated reality）は、現実性（reality）をシミュレートできるとする考え方であり、一般にコンピュータを使ったシミュレーションによって真の現実と区別がつかないレベルでシミュレートすることを指す。シミュレーション内部で生活する意識は、それがシミュレーションであることを知っている場合もあるし、知らない場合もある。最も過激な考え方では、我々自身も実際にシミュレーションの中で生きていると主張する（シミュレーション仮説）。
これは、現在の技術で実現可能なバーチャル・リアリティとは異なる（技術的には遥かに進んだ）概念である。バーチャル・リアリティは容易に真の現実と区別でき、参加者はそれを現実と混同することはない。シミュレーテッド・リアリティは、それを実現する方式はどうであれ、真の現実と区別できないという点が重要である。2020年4月、Folding@homeでエクサスケールコンピュータが実現したが、それでも限られた数のタンパク質分子の折り畳み計算が行えるだけで、世界全体の素粒子レベルでのシミュレーションに対しては圧倒的に計算量が不足している。近似を含むシミュレーションであれば計算量は抑えられるかもしれないが、近似の程度によっては現実と見分けられるようになり、バーチャル・リアリティに格下げされる可能性がある。
シミュレーテッド・リアリティの考え方から、次のような疑問が生じる。
- 原理的に、我々がシミュレーテッド・リアリティの中にいるかどうかを知ることは可能か？
- シミュレーテッド・リアリティと真の現実に何か違いはあるか？
- 我々がシミュレーテッド・リアリティの中に生きていると知った場合、どうすべきか？

これらの疑問に対しては、様々な分野を巻き込む議論に発展している。議論の詳細は、シミュレーション仮説を参照すること。ただし、シミュレーション仮説には真の現実の物理法則がシミュレーション内部と異なっていても良いという考え方も存在する。

## シミュレーションの種類

### ブレイン・マシン・インタフェース

水槽の中の脳。現実には脳が水槽の中に浸かっているだけだが、機械によりシミュレートされた世界を見て感じているため、脳はその世界の中にいると感じている

ブレイン・マシン・インタフェースによるシミュレーションでは、参加者は外部から入ってきて、脳をシミュレーション用コンピュータに直接接続する。コンピュータは感覚データを彼らに転送し、彼らの欲求を読み取り、それに対する反応を返す。このようにして参加者はシミュレートされた世界と相互作用し、そこからフィードバックを得る。参加者は、仮想の領域の中にあることを忘れるために一時的な調整を受けるかもしれない。シミュレーションの中では、参加者の意識はアバターによって表現される。アバターの見た目は参加者の実際の見た目とは全く違う場合もある。
サイバーパンクと呼ばれるジャンルのフィクションには、ブレイン・マシン・インタフェースによるシミュレーテッド・リアリティが数多く描かれてきた。

### 仮想市民型
仮想市民型シミュレーションでは、その世界の住民は全てそのシミュレーション世界で生まれた者である。彼らは現実世界に真の身体を持っていない。つまり、それぞれが完全にシミュレートされた実体であり、そのシミュレーションの論理に基づいて適当なレベルの意識が実装されている。そのような人工意識は1つのシミュレーションから別のシミュレーションへと転送することもでき、一時的に保存しておいて、後で再起動することもできる。シミュレートされた実体がシミュレーション世界から精神転送技術を使って現実世界の合成された身体に写されることも考えられる（例えば、映画『バーチュオシティ』など）。
このカテゴリはさらに次の2種類に分類される。
仮想市民-仮想世界
外界の現実性は人工意識とは別にシミュレートされる。すなわち、人工意識は周囲の世界に対して特別な力を発揮できない。
唯我論的シミュレーション
参加者の周囲の世界は彼らの精神の中にだけ存在している。すなわち、思い通りの影響を周囲に及ぼすことができる。

### 移民型
移民型のシミュレーションでは、ブレイン・マシン・インタフェースの場合のように参加者は外部の現実世界からシミュレーションに入ってくるが、その形態は異なる。入る際に参加者は精神転送技術を使って精神を仮想の人体に置く。シミュレーションが完了したとき、参加者の精神は外界の実際の身体に戻され、その際にシミュレーション内での記憶と経験を得ている。

### 混合型
混合型シミュレーションは様々な意識形態をサポートする。外界からのブレイン・マシン・インタフェースによる参加者や移民やシミュレーションされた仮想市民などである。映画『マトリックス』はこの混合型シミュレーションを扱っている。外界に実際の身体を持つ人間の精神だけでなく、エージェントのようにコンピュータ世界固有の独立したソフトウェアプログラムもある。

### その他

#### NPC あるいは「ボット」の延長線上
シミュレーテッド・リアリティの中の人々（の一部）は、何らかのオートマタ、哲学的ゾンビ、あるいはボットという可能性があり、シミュレーションをよりリアルに、かつ面白くするために付与されているのかもしれない。実際、自分自身以外の人物は全てボットではないかと疑うこともできる。ボストロムは、このような自分自身以外の生命（あるいは、外部からシミュレーションに入ってきた参加者以外）が全てボットであるようなシミュレーションを "me-simulation" と呼んだ。
ボストロムは、ボットに関する考え方を次のように述べている。
先祖シミュレーション以外に、一個人やある集団だけを含むより選択的なシミュレーションの可能性も考えられる。その他の人類はゾンビまたは「影の人々」であり、シミュレーションは完全にシミュレーションされた人々が何も疑いを持たないようなレベルで行われる。影の人々をシミュレートすることが、よりリアルな人々をシミュレートするのにくらべて、どれだけ計算能力を節約できるかは定かではない。意識を持たない存在が人間のように振舞って気づかれないということがあるかどうかも定かではない。
「ゾンビ」という考え方はビデオゲームに登場するNPCから来ている。「ボット」という言葉は「ロボット」を短縮したものであり、これらの概念はビデオゲームで使われる単純な人工知能が起源である。

#### 主観時間
ブレイン・マシン・インタフェース型のシミュレーテッド・リアリティはリアルタイムに近い性能が要求されるかもしれない。つまり、シミュレーション内の経過時間は外界の経過時間とほぼ同じであることが要求される。これは、プレイヤーが何らかのインタフェースでシミュレーションに参加しているとしても、同時にその身体が実世界に存在するためである。従って、シミュレーションが現実より高速だったり低速だったりすると、シミュレーションの外部にある脳がそれに気づいてしまう。
夢の中では、時間経過は遅くなったり速くなったりする。しかし、重要なのはいずれにしても生物学的な有限の速度であるという点で、シミュレーションはそれに追随しなければならない。ただし、参加者が強化されていて、高速な情報処理が可能となっている場合は別である。
一方、仮想市民型や移民型のシミュレーテッド・リアリティでは、そのような必要はない。なぜなら、住人はシミュレーション内の物理的特性に従って、経験し、思考し、反応するからである。シミュレーションが低速になったり高速になったりしても、住人の知覚や脳や筋肉も同じように変化する。シミュレーション内での時間計測の方法もシミュレーション内の物理法則に従うため、住人は時間経過の速度が変化したことに気づかない。外界と何らかの通信が可能な場合は、その限りではない。
このため、シミュレーションが完全に停止したかどうかも検出できない。シミュレーションが一時停止すれば、その中の全ての生命や精神も一時停止する。シミュレーションが後で再開された場合、住人は停止する前と全く不連続性を感じないだろうし、たとえ何百万年も停止していたとしても全く気づかないだろう。
以上から、仮想市民型や移民型のシミュレーテッド・リアリティでは、宇宙全体を通常の速度でモデル化するほどの計算能力がなくてもよいことになる。この場合の制約条件は計算速度ではなく、メモリ容量である。

#### 再帰的シミュレーション
シミュレーテッド・リアリティ内には別のシミュレーテッド・リアリティを実行するコンピュータが存在することもありうる。上位のシミュレータはそのコンピュータの全ての原子をシミュレートしており、それら原子によって下位のシミュレーションが計算されることになる。例えば、シムピープルというゲームを遊んでいるとして、シム（シミュレートされた人）がゲームで遊んでいるという状況を想像していただきたい。
このような再帰は無限のレベルで続く可能性がある。この再帰には次のような制約がある。下位のシミュレーションは、
- 上位のリアリティよりも「小さくなければならない」。なぜなら、シミュレーションには実現するリアリティよりも大きなサイズのリソースが必要になるため、下位のリアリティでは利用可能なメモリが少なくなるからである。

そして、次のいずれかが成り立つ。
- 上位のリアリティよりも低速である。
- 上位のリアリティよりも単純化されている。
- 上位のリアリティに比較して不完全である。

最後の場合は、量子力学的不確実性を我々の世界がシミュレーションである証拠とする考え方の基盤となっている。しかし、これはシミュレーションの再帰的連鎖が有限であることを暗黙に前提にしている。無限に連鎖するなら、シミュレーションには無限のリソースが利用可能であり、上位のシミュレーションと下位のシミュレーションに容易に気づけるような差異を発生させる必要もない。

## フィクションにおけるシミュレーテッド・リアリティ
シミュレーテッド・リアリティは、サイエンス・フィクションのテーマとしてもよく使われる。中世やルネッサンス期の宗教劇では、「世界は劇場である」という概念が頻繁に登場する。以下に作品を列挙する。

### 文学
- 『方法序説』ルネ・デカルト（1637年）
- ホルヘ・ルイス・ボルヘス（1899年 - 1986年）の諸作品
- 『作者を探す六人の登場人物』ルイジ・ピランデルロ（1921年）
- 『時は乱れて』フィリップ・K・ディック（1959年）
- 『模造世界』ダニエル・F・ギャルイ（1964年）
- 『パーマー・エルドリッチの三つの聖痕』フィリップ・K・ディック（1965年）
- 『ユービック』フィリップ・K・ディック（1969年）
- 『接続された女』ジェイムズ・ティプトリー・Jr.（1974年）
- 『リバーワールド』フィリップ・ホセ・ファーマー（1979年）
- 『ヴァリス』フィリップ・K・ディック（1981年）
- 『ニューロマンサー』ウィリアム・ギブスン（1984年）
- 『モナリザ・オーヴァドライヴ』ウィリアム・ギブスン（1988年）
- 『久遠』グレッグ・ベア（1988年）
- 『クラインの壺』岡嶋二人（1989年）
- 『ディファレンス・エンジン』ブルース・スターリング, ウィリアム・ギブスン（1990年）
- 『ソフィーの世界』ヨースタイン・ゴルデル（1991年）
- 『スノウ・クラッシュ』ニール・スティーヴンスン（1992年）
- 『ヴァート』ジェフ・ヌーン（1993年）
- 『フィアサム・エンジン』イアン・バンクス（1994年）
- 『順列都市』グレッグ・イーガン（1994年）
- 『MOUSE』牧野修（1996年）
- 『ディアスポラ』グレッグ・イーガン（1997年）
- 『ループ』鈴木光司（1998年）
- Forever Free ジョー・ホールドマン（1999年）
- 『仮想空間計画』 ジェイムズ・P・ホーガン（1999年）
- 『有意水準の石』デイヴィッド・ブリン（2001年邦訳）
- 『ソードアート・オンライン』川原礫（2002年）
- 『神は沈黙せず』山本弘（2003年）
- Accelerando チャールズ・ストロス（2005年）

### 映画、テレビ、漫画やアニメなど
- アヴァロン（押井守監督）
- THE ビッグオー（片山一良、小中千昭）
- ダークシティ（アレックス・プロヤス監督）
- イグジステンズ（デヴィッド・クローネンバーグ監督）
- グッバイ、レーニン!（ヴォルフガング・ベッカー監督）
- クローン（フィリップ・K・ディック原作）
- インセプション（クリストファー・ノーラン監督）
- アイランド（マイケル・ベイ監督）
- トゥルーマン・ショー（ピーター・ウィアー監督）
- 人生は夢（ペドロ・カルデロン・デ・ラ・バルカ脚本）
- マトリックス（ウォシャウスキー兄弟監督）
- 妄想代理人（今敏監督）
- Serial experiments lain（小中千昭脚本）
- トータル・リコール（ポール・バーホーベン監督、フィリップ・K・ディック原作）
- トロン (1982)
- バニラ・スカイ（キャメロン・クロウ監督）ただし、オープン・ユア・アイズ（アレハンドロ・アメナバル監督）のリメイク
- 宇宙船レッド・ドワーフ号の一部エピソード
- スタートレックの一部エピソード。また、ホロデッキというシミュレータも登場。
- スターゲイト SG-1の一部エピソード
- トワイライトゾーンの一部エピソード
- Xファイルシリーズの一部エピソード
- ドクター・フーの一部エピソード
- 13F（ジョゼフ・ラズナック監督、ローランド・エメリッヒ製作） en: The Thirteenth Floor
- X-MEN デッドプールというメタフィクション的キャラは、「この世界は創作物だ」と理解している。だが、他のキャラは彼の精神異常により妄言だと思っている。
- ゼーガペイン（下田正美監督）
- 電脳コイル（磯光雄監督）シミュレーテッド・リアリティを意識した、設定やセリフがある。
- ツバサ(桂正和作の短編漫画作品、『桂正和コレクション』に収録)
- めだかボックス(原作西尾維新、漫画暁月あきら) 登場人物の一人(安心院なじみ)がシミュレーテッド・リアリティの症状であると指摘される。
- プリパラ（森脇真琴監督）

### テレビゲーム
- ファイナルファンタジーXにおけるザナルカンド
- スターオーシャン Till the End of Time（五反田義治）
- サイレントヒル
- 零 シリーズ
- 戦律のストラタス（河野一二三）
- 「メタルギアソリッド2」と「メタルギアソリッド3」（小島秀夫）
- .hack シリーズ
- カスタムロボ
- キングダム ハーツII
- シムピープルシリーズ
- ゼルダの伝説 夢をみる島
- DIGITAL DEVIL SAGA アバタール・チューナー
- サイコブレイク